# Liliacul înflorește a doua oară
Liliacul înflorește a doua oară este un film românesc din 1988 regizat de Cristina Nichituș. Rolurile principale au fost interpretate de actorii Emilia Popescu, Adrian Titieni, Mircea Bucur.

## Prezentare
„Liliacul înflorește a doua oară” este o poveste foarte simplă: Dragoș, inginer într-un centru informatic și chitarist în timpul liber, se îndrăgostește de Dana, o tânără văduvă care își crește singură băiețelul (Fănuș). Femeia are dubii dacă să răspundă propunerii lui Dragoș de a întemeia o familie, însă în cele din urmă acceptă. Și… cam această este toată acțiunea. Cele câteva fire narative secundare (familia anacronică și disfuncțională a Danei; probleme de la locurile de muncă) sunt prea puțin conturate pentru a avea o avea o greutate reală în dinamică cinematografică. Pentru privitorul de astăzi, vizionarea filmului poate fi un real test de răbdare, însă nu valoarea estetică este ceea ce contează pentru noi, ci faptul că secvențele surprind, în culori, Ploieștii din ultimii ani ai comunismului.

## Distribuție
Distribuția filmului este alcătuită din:
- Rodica Sanda Țuțuianu — Eliza
- Adrian Titieni — Dragoș
- Rodica Mandache — Axinia
- Mircea Bucur — Fănuș
- Coca Enescu — Coca
- Tora Vasilescu — Mioara Viziru
- Dorina Done — Dorina
- Costel Constantin — Xenofonte
- Marian Râlea
- Ion Besoiu — Bunicul
- Emilia Popescu — Dana
- Ștefan Sileanu — Alexandru
- Adriana Piteșteanu — Carolina
- Nineta Gusti — Bunica
- Mihai Dinvale — Dinu

## Primire
Filmul a fost vizionat de 119.610 spectatori de spectatori în cinematografele din România, după cum atestă o situație a numărului de spectatori înregistrat de filmele românești de la data premierei și până la data de 31 decembrie 2014 alcătuită de Centrul Național al Cinematografiei.